# Stephen Frears

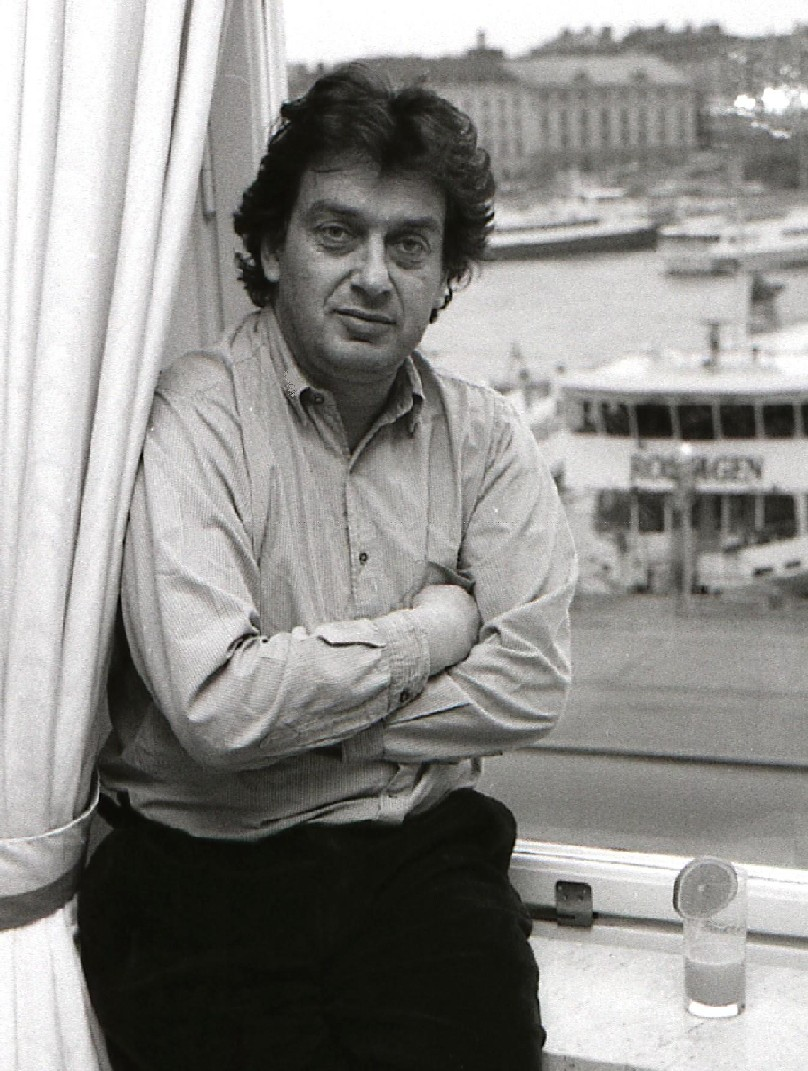
Stephen Frears i Stockholm i mars 1989.

Stephen Frears, född 20 juni 1941 i Leicester, Leicestershire, är en brittisk regissör. Frears har regisserat filmer som Min sköna tvättomat (1985), Farligt begär (1988), High Fidelity (2000), The Queen (2006), Philomena (2013) och Florence Foster Jenkins (2016).
Frears studerade vid Gresham's School i Norfolk 1954-1959 och vid Trinity College i Cambridge 1960-1963. 
Stephen Frears växte upp i den anglikanska kyrkan, och fick först när han var i övre tjugoårsåldern reda på att hans moder var judinna. Han betecknar sig själv som jude, men icke-religiös.

## Filmografi i urval
- 1971 – Eddie Ginley - kanske en deckare
- 1985 – Min sköna tvättomat
- 1988 – Farligt begär
- 1990 – Svindlarna
- 1992 – Slumpens hjälte
- 1993 – The Snapper (TV-film)
- 1996 – Mary Reilly
- 2000 – High Fidelity
- 2002 – Dirty Pretty Things
- 2003 – The Deal (TV-film)
- 2005 – Mrs Henderson presenterar
- 2006 – The Queen
- 2009 – Chéri
- 2010 – Tamara Drewe
- 2013 – Philomena
- 2016 – Florence Foster Jenkins
- 2018 – En engelsk skandal (TV-serie)
- 2020 – Quiz (TV-serie)
- 2024 – The Regime (TV-serie)